# Hatù

## Storia
La Hatù produceva profilattici, tettarelle per biberon, succhiotti per bambini, guanti in gomma. Venne fondata a Casalecchio di Reno nel 1922 da Franco Goldoni. Il nome Hatù, coniato dallo stesso Goldoni, è un acronimo e sta per HAbemus TUtorem. 
Quasi immediatamente, tuttavia, la Hatù viene acquisita dalle Officine Maccaferri di Zola Predosa. La Maccaferri nel 1927 acquista anche la Ico (Istituto Chimico Opoterapico), ditta di siringhe, aghi ipodermici e termometri. 
Nel 1985 Hatù e Ico verranno poi accorpate, dando vita alla Hatù-Ico.

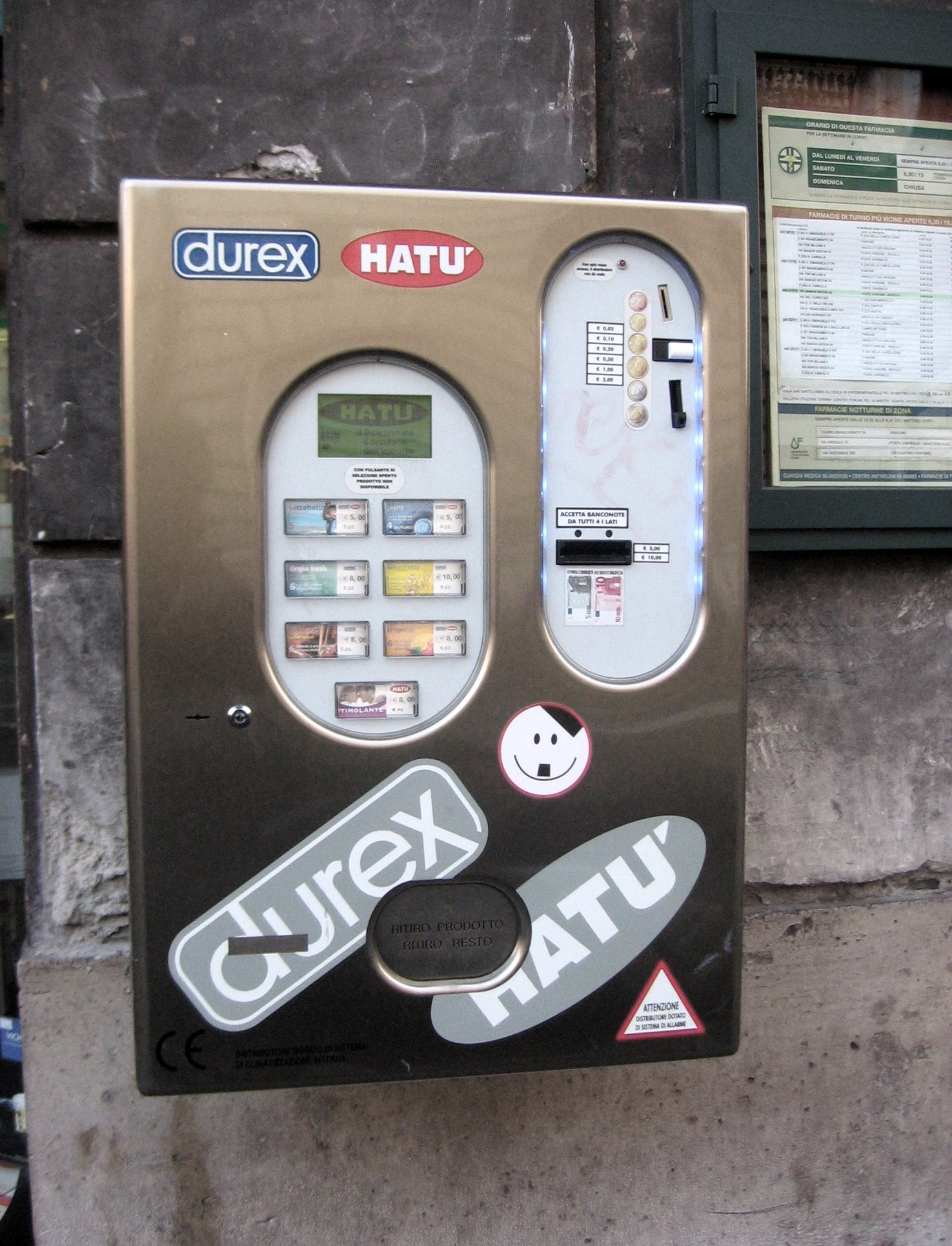
Un distributore automatico a marchio Durex-Hatù degli anni duemila

Negli ultimi anni, dopo varie vicissitudini, la Hatù viene fusa con la Seton Scholl Italia andando a costituire la SSL Healthcare Italia. Quest'ultima è di fatto una filiale della SSL International (ossia Seton-Scholl-London International Group, con sede a Manchester). Della SSL Healthcare fa parte, oltre a marchi quali Dr. Scholl, Mister Baby, Sauber o Marigold, anche la concorrente Durex. E sotto Durex passano alcuni nomi storici di profilattici della Hatù quali ad esempio Settebello (nato nel 1960) o Jeans (nato nel 1991). La Hatù resta invece come marchio per una ristretta linea di prodotti.
Nel 2010 la SSL International viene acquistata dalla Reckitt Benckiser per 2,54 miliardi di sterline (3,025 miliardi di euro). Agli inizi del 2011 viene annunciata la chiusura della sede di Casalecchio di Reno, da effettuarsi entro la fine dello stesso anno. Viene di conseguenza aperta la procedura di mobilità per i circa cento dipendenti del sito.